# Gyposaurus sinensis
Gyposaurus sinenesis es una especie del género dudoso  Gyposaurus  (gr. "lagarto buitre") de dinosaurio prosaurópodos  masospondílidos que vivió a principios del período Jurásico, hace aproximadamente 195 millones de años, en el Sinemuriano, en lo que es hoy Asia. Fue nombrada por Yang Zhongjian, conocido en occidente como C.C. Young, en 1940 a partir de un esqueleto parcial con partes del cráneo de la Formación Lufeng, Yunnan, China, a la que se han referido más de una docena de especímenes. Galton en  1976 lo asignó a Lufengosaurus como un ejemplar juvenil, pero Dong Zhiming lo refirió a  Anchisaurus en 1992.  Es mencionado en la más reciente revisión de  Galton & Upchurch (2004) considerando la validez de taxón, necesitando un nuevo nombre genérico. Sin embargo, los resultados no publicados de una presentación de Wang y sus colegas en la conferencia SVP 2017 indican que G. sinensis es un sinónimo más moderno de Lufengosaurus huenei, mientras que los especímenes referidos IVPP V43, IVPP V45 y IVPP V95 necesitan más investigación.